# Speocera bambusicola
Espèce
Speocera bambusicola est une espèce d'araignées aranéomorphes de la famille des Ochyroceratidae.

## Distribution
Cette espèce est endémique du Kenya.

## Publication originale
- Brignoli, 1980 : Sur deux Ochyroceratidae du Kenya (Araneae). Revue de Zoologie africaine, vol. 94, p. 295-298.